# Phaon iridipennis
Phaon iridipennis é uma espécie de libelinha da família Calopterygidae.
Pode ser encontrada nos seguintes países: Angola, Benin, Botswana, Burkina Faso, Camarões, República Centro-Africana, República do Congo, República Democrática do Congo, Costa do Marfim, Guiné Equatorial, Etiópia, Gabão, Gana, Guiné, Quénia, Libéria, Madagáscar, Malawi, Mali, Moçambique, Namíbia, Nigéria, Senegal, Serra Leoa, Somália, África do Sul, Tanzânia, Togo, Uganda, Zâmbia, Zimbabwe e possivelmente em Burundi.
Os seus habitats naturais são: florestas subtropicais ou tropicais húmidas de baixa altitude, matagal árido tropical ou subtropical, matagal húmido tropical ou subtropical, rios e rios intermitentes.